# Odontothelphusa monodontis
Odontothelphusa monodontis is een krabbensoort uit de familie van de Pseudothelphusidae. De wetenschappelijke naam van de soort is voor het eerst geldig gepubliceerd in 1989 door Rodríguez & Hobbs.